# Calicha griseoviridata
Calicha griseoviridata är en fjärilsart som beskrevs av Alfred Ernest Wileman 1911. Calicha griseoviridata ingår i släktet Calicha och familjen mätare. Inga underarter finns listade i Catalogue of Life.